# 興国県 (黒竜江省)
興国県（こうこく-けん）は中華人民共和国黒竜江省にかつて存在した県。現在のチチハル市泰来県北西部に相当する。
遼代に設置され、金代に廃止された。